# Typhlops lumbricalis
Espèce
Synonymes
- Anguis lumbricalis Linnaeus, 1758
- Typhlops cubae Bibron in De La Sagra, 1843

Typhlops lumbricalis est une espèce de serpents de la famille des Typhlopidae. 

## Répartition
Cette espèce est endémique des Bahamas. Elle se rencontre dans les îles de Water Cay, de Ragged Island, de Little Ragged Island, de Great Abaco, de Little Abaco, de l'archipel d'Andros, de Great Harbor Cay, de South Bimini Island, de Cat, d'Eleuthera, de Great Exuma, de Little Exuma, de Pipe Cay, de Staniel Cay, de Long Island et de New Providence.

## Publication originale
- Linnaeus, 1758 : Systema naturae per regna tria naturae, secundum classes, ordines, genera, species, cum characteribus, differentiis, synonymis, locis, ed. 10 (texte intégral).